# 鈴木隆 (政治家)

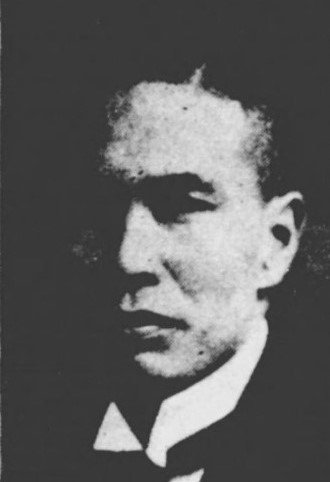
鈴木隆

鈴木 隆（すずき たかし、1882年（明治15年）1月13日 - 1978年（昭和53年）3月30日）は、日本の政治家・実業家。衆議院議員（5期）。千葉県市原郡出身。

## 来歴
東京府師範学校（現在の東京学芸大学）を卒業後、小学校の訓導となる。その後、政治を志して浅草区会議員となる。東京市会議員を経て1920年の衆議院議員選挙に千葉1区から立候補し初当選。以後5回連続当選を果たした。
また、実業家としても活躍し、鈴木商会株式会社社長、大日本土地株式会社社長、鈴木隆同族株式会社社長などを歴任した。